# Megachile trisecta
Megachile trisecta är en biart som först beskrevs av Pasteels 1976.  Megachile trisecta ingår i släktet tapetserarbin, och familjen buksamlarbin. Inga underarter finns listade i Catalogue of Life.